# واتانا
واتانا (به لاتین: Watthana District) یک سکونتگاه مسکونی در تایلند است که در بانکوک واقع شده‌است.

## خصوصیات
واتانا ۱۲٫۵۶۵ کیلومترمربع مساحت و ۸۲٬۶۳۷ نفر جمعیت دارد.